# Томас Шенлебе
Томас Шенлебе (Фрауенштајн, 6. август 1965) био је немачки атлетичар специјалиста у трчању на 400 м. Такмичио се за Источну Немачку и Немачку. Освојио је златну медаљу на 400 метара на Светском првенству 1987, у Риму где је поставио актуелни европски рекорд са 44,33. Он такође од 1988. године држи у истој дисциплини европски рекорд у дворани са 45,05.

## Спортска биографија

### Обећавајући почетак
Започео је у Спортском клубу Карл Маркс Штат из истоименог града (данас Кемниц) у Источној Немачкој. Прво велики успех постигао је на Европском јуниорском првенству 1983. испред сународника Јенса Карлловица, још једном великом надом Источне Немачке у спринту. Ова победа омогућила му је да са само осамнаест година, учествује на 1. Светском првенству 1983. у Хелсинкију, где у финалу на 400 метара стиже као шести резултатом 45,50.
Године 1984. на такмичењу у Источном Берлину, оборио је лични рекорд на 400 м 45,01 што је уједно и данас актуелни европски јуниорски рекорд.
Његов први успех на међународној сцени у сениорској конкуренцији долази за мање од две године касније, од првог успеха у јуниорској конкуренцији, на претечи светских дворанских првентава Светским играма у дворани 1985. у Паризу, где је освојио титулу на 400 м са 45,60 најбољим светским резултатом у затвореном простору испред Енглеза Тода Бенета. Исте године 22. јуна, током меча између Источне Немачке и СССР уз победу поставио је нови лични рекорд 44,62 и био на челу светске ранг листе за 1985. у тој дисциплини. Сутрадан на истом мечу доприноси победи штафете 4 х 400 м у саставу Франк Меллер, Матијас Шерзинг, Јенс Карловиц и Шенлебе и обарању националног рекорда 2:59,86, који је био и најбољи светски резултат за 1985. године. Национални рекорд у трци штафета, још увек је актуелан На Атлетском митингу у Цириху победио је Американца Мајкла Френкса. Крајем сезоне на Светском купу нација, у Канбери Мајкл Френкс му се реванширао победивши га резултатом 44,47, што га је потиснуло на друго место светске рамг листи за ту годину.
Почетком 1986. постигао је светски рекорд у дворани (45,41 у Бечу), затим је победник на Европском првенству у дворани у Мадриду. а сребрну медаљу освојио је у Штутгарту на Европском првенству на отвореном 44,63, изгубивши за 4 стотинке од Британца Роџера Блека.

### Светске титуле, европски рекорди
Највећи успех у каријери постиже током сезоне 1987. освојивши титулу на 400 метара на Светском првенству у Риму испред Нигерица Инноцента Егбуникеа и Американца Харија „Буча“ Рејнолдса. Шенлебе је победио у времену 44,33 и побољшао за 15 стотинки свој европски рекорд постигнут пре мање од две недеље раније у Потсдаму.
Почетком сезоне 1988. Томас Шенлебе поставља светски рекорд у дворани на 400 метара, на митингу у Зинделфингену са 45,05 што је и актуелни европски рекорд. Учествује и на Олимпијским играма у Сеулу, али без већег успеха јер није успео ући у финале (5 у полуфиналу са 44,90)
У 1990. осваја још две медаље на Европском првенству у Сплиту сребрну на 400 м где опет губи од Роџера Блека и бронзу са штафетом 4 х 400 метара.
Наредне године, осваја титулу у штафети 4 х 400 м током Светског првенства у дворани у Севиљи заједно са својом сународницима у репрезентацији уједињене Немачке Риком Лидером, Јенсом Карловицем и Карстеном Јустом.

## Лични рекорди
| Дисциплина | Дисциплина   | Резултат | Место        | Даум               |
| ---------- | ------------ | -------- | ------------ | ------------------ |
| 400 м      | На отвореном | 44,33 ЕР | Рим          | 3. септембар 1987. |
| 400 м      | У дворани    | 45,05 ЕР | Зинделфинген | 5. фебруар 1988.   |